# Ebbenhouten Schoen 1994
De verkiezing van de Ebbenhouten Schoen 1994 werd op 21 april 1994 gehouden. Daniel Amokachi won de Belgische voetbaltrofee voor de tweede keer.

## Winnaar
De Nigeriaanse aanvaller Daniel Amokachi won de trofee ook al in 1992. De sterke spits van Club Brugge had in het seizoen 1993/94 nochtans geen enkele trofee gewonnen met blauw-zwart. Zowel in de titelstrijd als in de Beker van België eindigde Club Brugge net achter RSC Anderlecht. Amokachi had de Ebbenhouten Schoen dan ook vooral te danken aan zijn persoonlijke prestaties. Met zijn enorme snelheid en kracht vormde hij het gevaarlijkste wapen van de Brugse aanvalslinie. Hij scoorde 14 goals in het seizoen 1993/94. De Ebbenhouten Schoen was een mooi afscheidscadeau voor de Nigeriaan, die in de zomer van 1994 Club Brugge inruilde voor het Engelse Everton FC.

## Uitslag
| Nr. | Land              | Naam                     | Club(s)            | Punten |
| --- | ----------------- | ------------------------ | ------------------ | ------ |
| 1.  | Vlag van Nigeria  | Daniel Amokachi          | Club Brugge        |        |
| 2.  | Vlag van Kameroen | Jean-Jacques Missé-Missé | Sporting Charleroi |        |
| 3.  | Vlag van Zaïre    | Roger Lukaku             | RFC Seraing        |        |
| 4.  | Vlag van Zaïre    | Jean-Claude Mukanya      | Lommel SK          |        |
| 5.  | Vlag van Liberia  | Kelvin Sebwe             | RFC de Liège       |        |

1992 · 1993 · 1994 · 1995 · 1996 · 1997 · 1998 · 1999 · 2000 · 2001 · 2002 · 2003 · 2004 · 2005 · 2006 · 2007 · 2008 · 2009 · 2010 · 2011 · 2012 · 2013 · 2014 · 2015 · 2016 · 2017 · 2018 · 2019 · 2020 · 2021 · 2022 · 2023 · 2024